# Jalta, Jalta

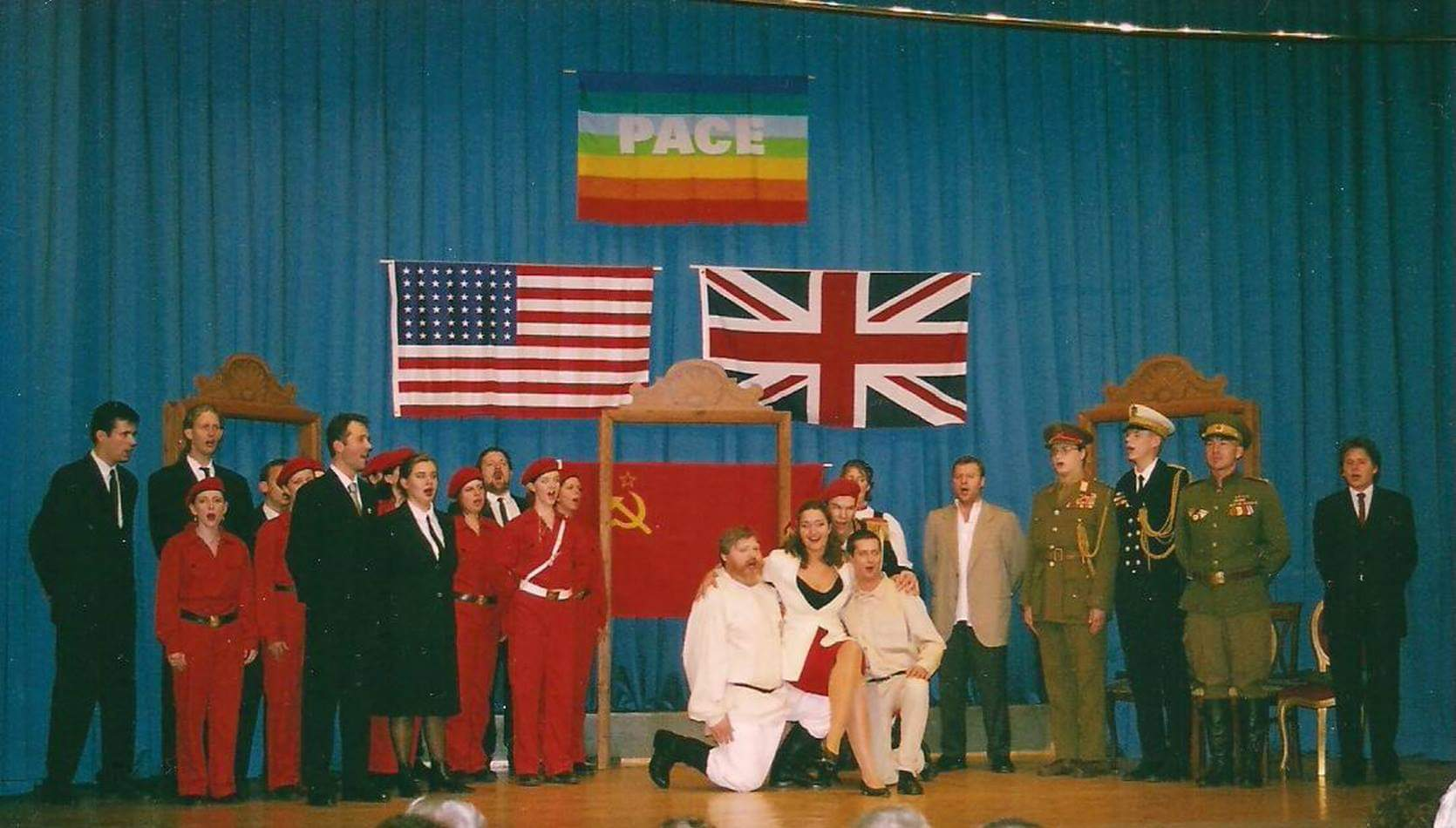
Alfi Kabiljo: Jalta Jalta, Wien 2004

Jalta, Jalta ist ein bekanntes kroatisches Musical aus dem Jahr 1971. Das Libretto wurde von Milan Grgic gemeinsam mit dem Regisseur Vlado Štefančić geschrieben. Die Musik schuf der kroatische Komponist Alfi Kabiljo. Die Uraufführung fand am 28. Dezember 1971 in Zagreb statt.

## Handlung
Das Musical spielt in Jalta in der Ukraine, während der Jalta-Konferenz, als Winston Churchill, Joseph Stalin und Franklin D. Roosevelt die neue Aufteilung der Welt verhandeln. Drei Kammerdiener sind mit ihnen nach Jalta gekommen, der russische Grisa, der US-amerikanische Larry und der britische Stanley. Sie sind zuständig für die Bewachung und die Reinigung der Wäsche für die Großen Drei.
Die Diener sind alle in der alten Villa Aramovski untergebracht, in der die Haushälterin Nina Philipowna dafür sorgt, dass alle miteinander in Freundschaft und Einigkeit leben. Auch die Kammerdiener beginnen, die Aufteilung der Welt zu diskutieren, und wenn es nicht die Grüne Wiese, ein kleines Stück Land in der Antarktis, gäbe, würden sie die Teilung erfolgreich bewältigt haben.
Inzwischen stellen die Generäle und Delegierten der Konferenz seltsame Vorgänge auf der großen Landkarte fest, die im Aufenthaltsraum hängt. Es bildet sich ein geheimnisvoller grüner Fleck in der Antarktis, worüber alle Generäle und Delegierten aufgebracht sind.
Zwischen den Kammerdienern kommt es zu einem internen Krieg. Sie geraten immer in Konflikte über alles. Nina versucht, Vermittlerin in der Gruppe zu sein. Sie teilt alles in drei gleiche Teile, auch die Unterkunft und die zu trocknende Kleidung. Aber es entwickelt sich ein offener Konflikt zwischen den Kammerdienern. Grisa beginnt, zunächst von den anderen unbemerkt, seine Kleider über allem anderen aufzuhängen. Die anderen fangen ihn in flagranti und ein großer Kampf folgt. Es besteht die Gefahr, dass alle Kammerdiener die Villa verlassen. Also greift Nina ein und beschließt, mit ihnen allen sanftmütig zu sein. Es wird jedoch bemerkt, dass sie nur mit Larry und Stanley sanft ist. Grisa ist wütend, da er verraten wurde. Nun kommt es zum offenen Konflikt unter den Kammerdienern, einem Duell.
Während sie kämpfen, wird eine Bombe entsichert, die sich im Garten der Villa befindet. Als sie außer Kontrolle zu geraten droht, seltsame Geräusche macht und zu rauchen beginnt, geraten alle in Panik und flüchten vor einer drohenden Explosion.
Inzwischen ist der grüne Fleck auf der Landkarte immer weiter gewachsen. Die Generäle forschen nach der Ursache und vermuten, dass Nina Philipowna etwas mehr über dieses Gebiet weiß. Nina wird von ihnen verhaftet und verhört, aber sie sagt nichts.
Der Tag der Abreise kommt und die Kammerdiener packen. Die Aramovski-Villa ist durch die Explosion der Bombe beschädigt und alle Diener tragen Verbände.
Die Agenten und Generäle wollen alles über die grüne Wiese in Erfahrung bringen, die Kammerdiener schweigen sich aus, dann wird Nina in den Raum mit den Händen hinter dem Rücken gefesselt gebracht. Aus Angst um Nina einigen sich nun die Kammerdiener, alles, was sie über die Grüne Wiese wissen, preiszugeben, unter der Bedingung, dass Nina freigelassen werde. Die Generäle geben nun ihrer Überzeugung Ausdruck, dass keiner die Absicht habe, die Grüne Wiese aufzuteilen. Sie wollten nur wissen, ob es Gras, Blumen oder Schmetterlinge gebe. Als man den Generälen sagt, dass es all diese Dinge gibt und noch weit mehr, sind sie begeistert, dass es ein Stück Land in der Welt gibt, das nicht geteilt wird und niemandem gehört.
Nina wird freigegeben. Sie und die Diener machen einen Deal, dass sie gemeinsam einige Tage auf die Grüne Wiese gehen sollten, in der Hoffnung, dass eines Tages die ganze Welt eine grüne Wiese werden könnte.
Das Musical endet mit dem hymnisch von allen Teilnehmern angestimmten Lied Neka cijeli Ovaj svijet (Möge diese ganze Welt).

## Musiknummern
Zu dem Musical hat Alfi Kabiljo folgende Musiknummern geschrieben:
1. Uvertira
2. Mi smo agenti
3. Tri sobara
4. Zelena livada
5. Whisky, votka, gin
6. Mi radimo
7. Jalta, Jalta
8. Peri, peri
9. Nek se zrači
10. Čunčurluk
11. Povuci, potegni
12. Što će biti sutra
13. Govori, Nina
14. Na Antarktik
15. Neka cijeli ovaj svijet

## Rezeptionsgeschichte
Seit seiner Uraufführung wurde Jalta, Jalta namentlich in Kroatien vielfach einstudiert und eine Reihe seiner Musiknummern sind auf dem Balkan und weit darüber hinaus sehr populär geworden. Im Herbst 2004 fand auf Initiative und in der deutschen Übersetzung und Inszenierung von Bischof Monsignore Stefan-Krunoslav Ognjenovic Thanner (1961–2018) eine sehr erfolgreiche Einstudierung in Wien-Mariahilf statt, deren musikalische Leitung der amerikanische Dirigent Michael Schnack übernommen hatte.